# Isla San Luis, Sonora
Isla San Luis är en ö i Mexiko. Den ligger i bukten Ensenado Los Algodones och hör till kommunen Guaymas i delstaten Sonora, i den nordvästra delen av landet. Ön ligger mycket nära stranden och sydväst ligger den större ön Isla El Venado.